# Tropiocolotes tripolitanus
Tropiocolotes tripolitanus là một loài thằn lằn trong họ Gekkonidae. Loài này được Peters mô tả khoa học đầu tiên năm 1880.